# Klimatoterapia
Klimatoterapia, leczenie klimatyczne (od gr. klíma = strefa + therapeíã = pielęgnowanie) – dziedzina fizykoterapii wyzyskująca korzystne warunki klimatyczne określonych miejscowości w poszczególnych porach roku dla celów leczniczych. Leczenie to polega na pobudzaniu i przestrajaniu czynności fizjologicznych ustroju bodźcami klimatycznymi, wywierając korzystny wpływ w terapii pewnych chorób, a także zapobiegawczo, utrwalając wyniki leczenia klinicznego.
W leczeniu klimatycznym oddziałują różne czynniki środowiskowe, które łącznie tworzą zespół korzystnych warunków zdrowotnych. Do najważniejszych należą:
- czynniki pogodowo-klimatyczne, takie jak temperatura i wilgotność powietrza,
- czynniki fotochemiczne, w tym nasłonecznienie,
- czynniki mechaniczne, np. ciśnienie atmosferyczne i siła wiatru,
- czynniki chemiczne, m.in. skład chemiczny powietrza.

Klimatoterapia bywa często łączona z innymi formami leczenia, takimi jak terapia dietetyczna, rehabilitacja czy różne zabiegi fizykoterapeutyczne.